# Акселі Пуукко
Акселі Пуукко (фін. Akseli Puukko, нар. 24 серпня 2006, Лахті, Фінляндія) — фінський футболіст, захисник клубу «Лахті».

## Ігрова кар'єра

### Клубна
Акселі Пуукко народився у місті Лахті і є вихованцем місцевого клубу «Лахті», де він починав грати у молодіжній команді. 30 вересня 2022 року футболіст підписав з клубом свій перший професійний контракт на три роки. 16 жовтня 2022 року Пуукко дебютував на професійному рівні у матчі чемпіонату Фінляндії.
У листопаді 2023 року Пуукко продовжив дію контракт з клубом до кінця 2026 року.

### Збірна
У 2022 році Акселі Пуукко почав виступи у юнацькій збірній Фінляндії (U-17).
У 2023 році у складі юнацької збірної Фінляндії (U-18) Пуукко став переможцем Кубка Балтії.
З жовтня 2023 року Пуукко грає за юнацьку збірну Фінляндії (U-19).

## Титули
Фінляндія (U-18)
- Переможець Кубка Балтії: 2023